# Brygada Pancerna Kirjati
Brygada Kirjati również jako 4 Brygada Pancerna (hebr. חטיבת קרייתי, Chatiwat Kirjati) – rezerwowy pancerny związek taktyczny Sił Obronnych Izraela. Brygada podlega Dowództwu Północnemu.

## Formowanie i walki
Brygada Kirjati została sformowana 22 lutego 1948 jako jedna z brygad żydowskiej organizacji paramilitarnej Hagana. Powstało wówczas sześć brygad piechoty.
Podczas wojny domowej w Mandacie Palestyny brygada wzięła udział w zajęciu Jafy. W wojnie o niepodległość w lipcu 1948 uczestniczyła w działaniach mających na celu przywrócenie komunikacji z oblężoną Jerozolimą. Podczas kryzysu sueskiego w 1956 brygada działała w południowej części półwyspu Synaj. W wojnie sześciodniowej w 1967 brygada zajęła Latrun, a następnie zabezpieczała dostęp do Jerozolimy. Doświadczenia tej wojny wskazywały na dużą skuteczność wojsk zmechanizowanych, dlatego w 1972 brygadę przekształcono w rezerwową 4 Brygadę Pancerną, która jest podporządkowana Północnemu Dowództwu. Podczas wojny Jom Kipur w 1973 brygada przeszła pośpieszną mobilizację i przeprowadziła serię kontrataków na nacierające wojska syryjskie na Wzgórzach Golan.
W 2009 na uzbrojenie brygady weszły czołgi Merkawa Mk 4.

## Struktura i zadania
Do zadań powierzonych Brygadzie Kirjati należała obrona rejonu miasta Tel Awiw. Służyło w niej 2504 żołnierzy.
- 42 batalion – powstał w grudniu 1947 z zadaniem obrony Tel Awiwu od wschodu. W skład batalionu weszli weterani z miasta.
- 43 batalion – powstał w grudniu 1947 z zadaniem obrony Tel Awiwu od południa. W skład batalionu weszli członkowie batalionów pracy.
- 44 batalion – powstał w grudniu 1947 z zadaniem obrony Tel Awiwu od wschodu. W skład batalionu weszli rekruci z miasta.